# Kota Kikuchi
Kota Kikuchi (24 gennaio 1997) è un pattinatore di short track giapponese.

## Biografia
È fratello minore di Teppei Kikuchi e cugino di Jumpei Yoshizawa, entrambi pattinatori di short track di caratura internazionale.
Ha iniziato a praticare lo short track mentre frequentava la squaola primaria a Nagano. Ha debuttato in Coppa del Mondo nel 2014 nell tappa di Seul, dove ha concluso 24º nei 500 m, 16º nei 1500 m e 7º in staffetta.
Ha partecipato ai mondiali di Sofia 2019, concludento al 7º posto nei 500 m e nella staffetta 5000 m, 22º nei 1500 m e 58º nei 1000 m. Ha terminato 14º nella classifica generale.
Ha rappresentato il Giappone ai Giochi olimpici invernali di Pechino 2022, dove ha guadagnato il 22º piazzamento nei 500 m e nei 1500 m. Nella staffetta mista 2000 m si è classificato 10º con Yuki Kikuchi, Sumire Kikuchi e Kazuki Yoshinaga e nella staffetta maschile 5000 m 8º, con Kazuki Yoshinaga, Shogo Miyata e Katsunori Koike.